# دلمن‌هورست
دلمن‌هورست (به آلمانی: Delmenhorst) شهری در ایالت نیدرزاکسن آلمان است. این شهر به خطوط راه‌آهن آلمان متصل است. از این شهر بزرگراه‌هایی نیز می‌گذرد.